# Murovanka
Murovanka (vitryska: Мураванка) är en by i Belarus.   Den ligger i voblasten Hrodna voblast, i den västra delen av landet, 170 km väster om huvudstaden Minsk. Murovanka ligger 133 meter över havet och antalet invånare är 500.

## Natur och klimat
Terrängen runt Murovanka är platt. Närmaste större samhälle är Sjtjutjyn, 19,9 km sydväst om Murovanka. 
Omgivningarna runt Murovanka är en mosaik av jordbruksmark och naturlig växtlighet. Runt Murovanka är det ganska tätbefolkat, med 96 invånare per kvadratkilometer.